# گودال ارتهام

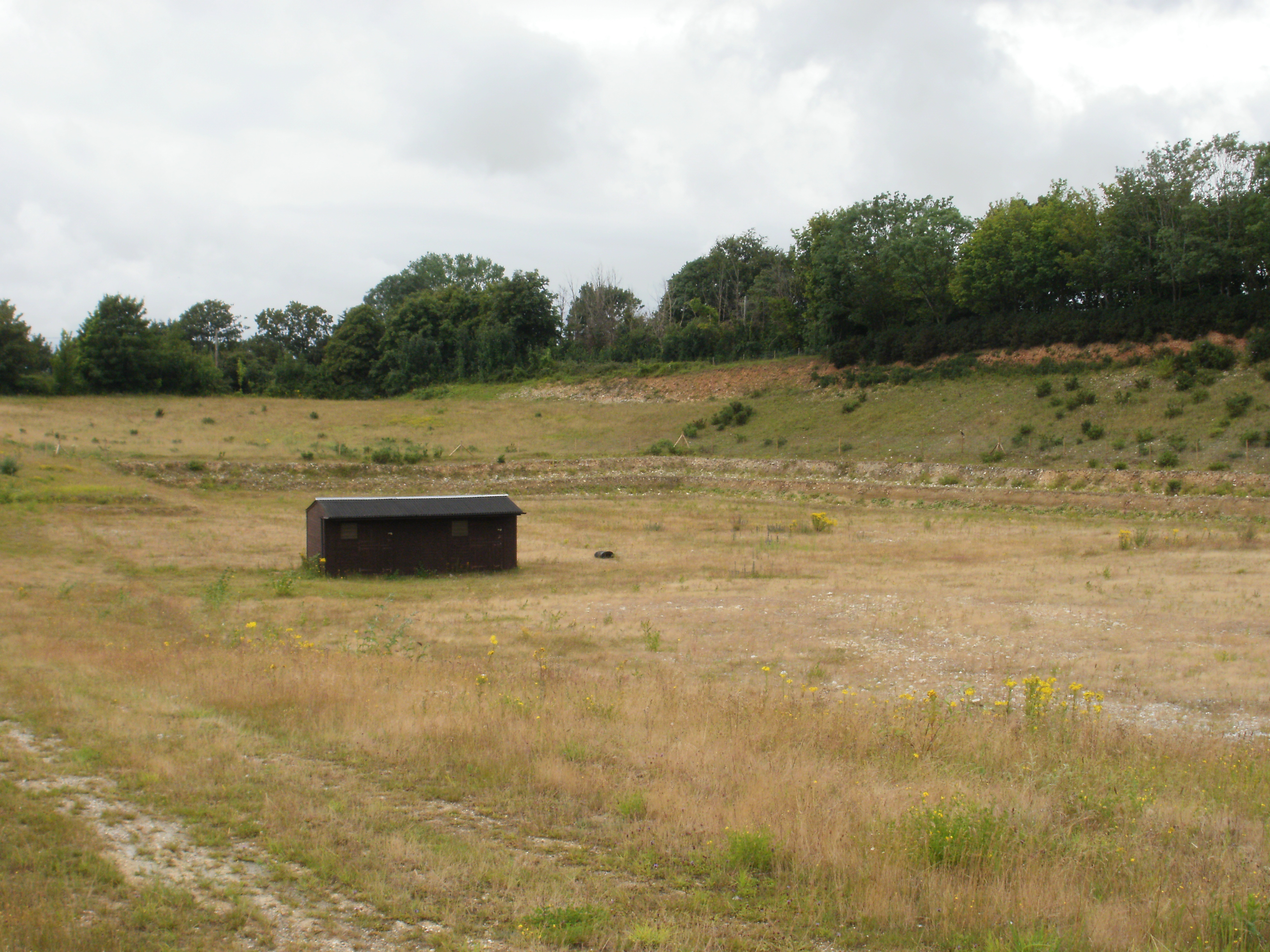
گودال ارتهام، باکسگروو

گودال اِرتهام (به انگلیسی: Eartham Pit) یک محوطه باستان شناسی مهم بین‌المللی در شمال شرقی باکسگروو در غرب ساسکس است که در آن یافته‌هایی مربوط به پارینه‌سنگی زیرین یافت شده‌است. قدیمی‌ترین بقایای فسیل مربوط به انسان در انگلیس در این محل کشف شده‌است، فسیل‌های انسان هایدلبرگی با قدمتی در حدود ۵۰۰ هزار سال.